# Svensk ridponny
Svensk ridponny är en hästras som är under utveckling i Sverige. Den svenska ridponnyaveln är en ganska ny företeelse som började omkring 1990 för att tillvarata svenskfödda och importerade korsningsponnyer som avelsmaterial för en inhemsk ridponnyras. Syftet är att kunna konkurrera med ridponnyer i övriga Europa och vara attraktiva för tävlingsryttare. Svensk ridponny ska även vara en ras lämpad för ridsportens alla grenar. Rasen är fortfarande under utveckling men en avelsförening finns och möjlighet att registrera en ponny som Svensk ridponny.

## Historia
År 1990 bildades Avelsföreningen Svensk Ridponny med syfte att utveckla en ny inhemsk ponnyras, lämplig för ridsport och unga ryttare, som dessutom kunde konkurrera med redan etablerade ridponnyraser i det övriga Europa.
För att utveckla ponnyerna använde man sig av korsningsponnyer, både från Sverige och importerade hästar, och utavlade dem med hjälp av fullblodshästar, halvblodshästar och redan godkända ridponnyer. Man korsade även stona med ponnyhingstar som gjort bra ifrån sig på tävlingsbanorna. Uppfödarna strävar ofta efter att få fram ponnyer med minst 25 % fullblod i sig.

## Egenskaper
Den svenska ridponnyn är speciellt framtagen för ridsporten och ska kunna användes inom alla grenar så som hoppning eller dressyr. Ponnyerna ska ha rörelser och talang som stora hästar men vara så pass lugna och lätthanterliga att de kan hanteras av barn. 
Exteriört påminner den svenska ridponnyn om ett engelskt fullblod i miniatyr med en atletisk och muskulös kropp och ädla drag. Rörelserna ska vara fria och flytande hos hästarna. Benen ger ett intryck av att vara ganska långa i jämförelse med andra ponnyer men de är proportionerliga och ponnyerna är relativt viktbärande. 